# Петров Михайло Петрович (полковник)
Михайло Петрович Петров (17 листопада 1904 — 5 серпня 1967) — Герой Радянського Союзу, командир 364-го стрілецького полку 139-ї стрілецької дивізії 50-ї армії 2-го Білоруського фронту, підполковник.

## Біографія
Михайло Петрович Петров народився в селі Старі Шарашли нині Бакалинського району Башкортостану в родині селянина-батрака. Батьки до 1917 року працювали наймитами у поміщика Маслова Василя Єрофейовича в селі Бакали. З 1917 року займаються сільським господарством. В 7 років пішов вчитися в сільську школу де закінчив 4 класи. Татарин. Член КПРС з 1929 року. Закінчив початкову школу. Працював телеграфістом.
У Червоній Армії з 1926 року.
На фронтах Другої світової війни з листопада 1941 року. У 1944 році закінчив курси «Постріл».
Командир 364-го стрілецького полку (139-а стрілецька дивізія, 50-а армія, 2-й Білоруський фронт) підполковник Петров вміло керував підрозділами полку в червневому настанні 1944 року. Зламавши оборону противника, полк 24—26 червня форсував річки Проня, Бася, Реста і в ніч на 28 червня 1944 року — Дніпро південніше міста Могильов, звільнив понад 215 населених пунктів, відрізав шляхи відходу на захід оточеному угрупованню супротивника.
Звання Героя Радянського Союзу присвоєно 24 березня 1945 року.
Після війни продовжував службу в армії. У 1949 році закінчив Ленінградську вищу бронетанкову школу. З 1954 року полковник Петров — в запасі.
Жив і працював у Вінниці.
Помер 5 серпня 1967 року.

## Нагороди
- Медаль «Золота Зірка» (24.03.1945);
- два ордени Леніна (24.03.1945, 19.11.1951);
- два ордени Червоного Прапора (10.01.1942, 27.06.1944);
- орден Олександра Невського (19.09.1944);
- орден Червоної Зірки (03.11.1944);
- медаль «За перемогу над Німеччиною у Великій Вітчизняній війні 1941-1945 рр .. » (09.05.1945)
- медаль «За взяття Кенігсберга»
- медаль «30 років Радянської Армії і Флоту» (20.02.1948)
- медаль «За Одру, Нісу і Балтику»
- медалі.